# Bánh Thánh

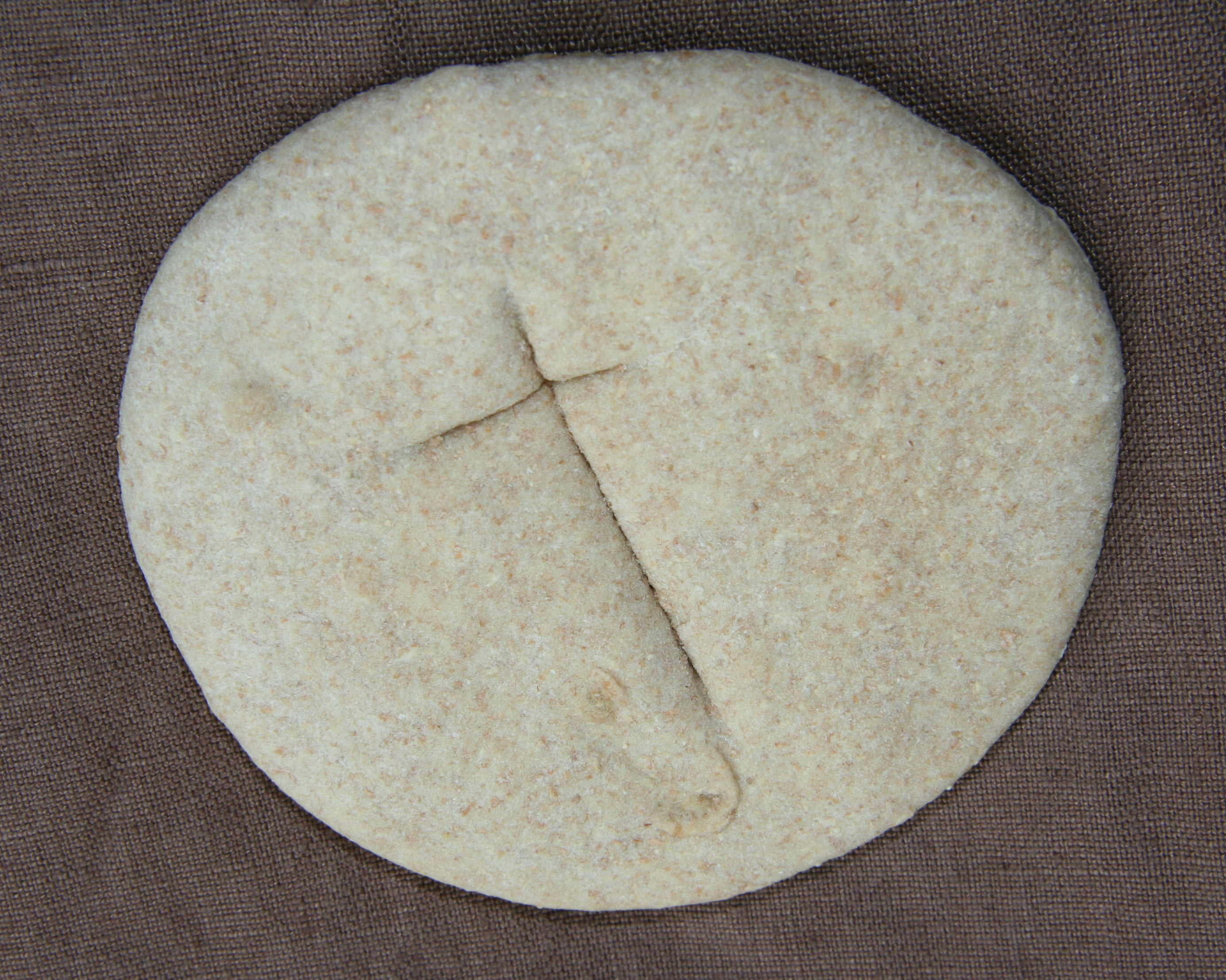
Bánh Thánh

Bánh Thánh còn gọi là Thánh Thể được dùng phổ biến ở những người theo Kitô giáo. Bánh này thường làm bằng bột mì hoặc bột lúa mạch, thường không được lên men, cán mỏng và định thành hình tròn, màu trắng sữa, rất dễ tan trong miệng và không có mùi vị gì. Bánh cũng có thể làm thành những cái lớn rồi cắt ra thành những mảnh nhỏ.Trong Thánh lễ của Giáo hội Công giáo Rôma, các Linh mục còn truyền phép bánh Thánh để tấm bánh đó trở thành Mình Thánh Chúa Kitô, rồi phân phát cho giáo dân. Trong mỗi Thánh lễ, sau khi bánh được truyền phép, giáo dân lần lượt đi lên trước bàn thờ để rước lễ, tuy được chia một phần Bánh nhưng được hưởng trọn Mình Thánh Chúa (Holy Body of Lord) cách nhiệm màu. Tất cả giáo dân đều tin rằng bánh Thánh là phần thưởng để được sống ở đời sau. Có nhiều phép lạ về bánh thánh được gọi là "Phép lạ Thánh Thể".

## Thành phần
Bánh Thánh trong Bí tích Thánh Thể là Bánh làm bằng bột mì tinh tuyền, không men và chưa bị hư mốc, Bánh bao gồm hai thể: Bản thể và Tùy thể. Bản thể là thực chất bánh của Bánh và Tùy thể là hình thức hay mùi vị của nó (như màu trắng, hình tròn, nếm thấy vị bùi). Cụ thể là sau lời Truyền phép, bản thể (bánh) trở thành Mình Chúa còn tùy thể (tròn, trắng) của bánh không chịu một ảnh hưởng nào cả. Như thế, Mình Chúa lúc ấy vẫn có hình tròn và trắng như lúc chưa truyền phép, nhưng bánh không còn là bánh nữa mà là Mình Thánh Chúa Kitô. Do đó, bản thể Mình Thánh của Mình Thánh chính là bản thể bánh của bánh. Khi nào bản thể bánh của bánh còn thì bản thể Mình Thánh của Mình Thánh còn. Khi nào bản thể bánh của bánh mất thì bản thể Mình Thánh của Mình Thánh cũng không còn tồn tại.

## Ý nghĩa tôn giáo

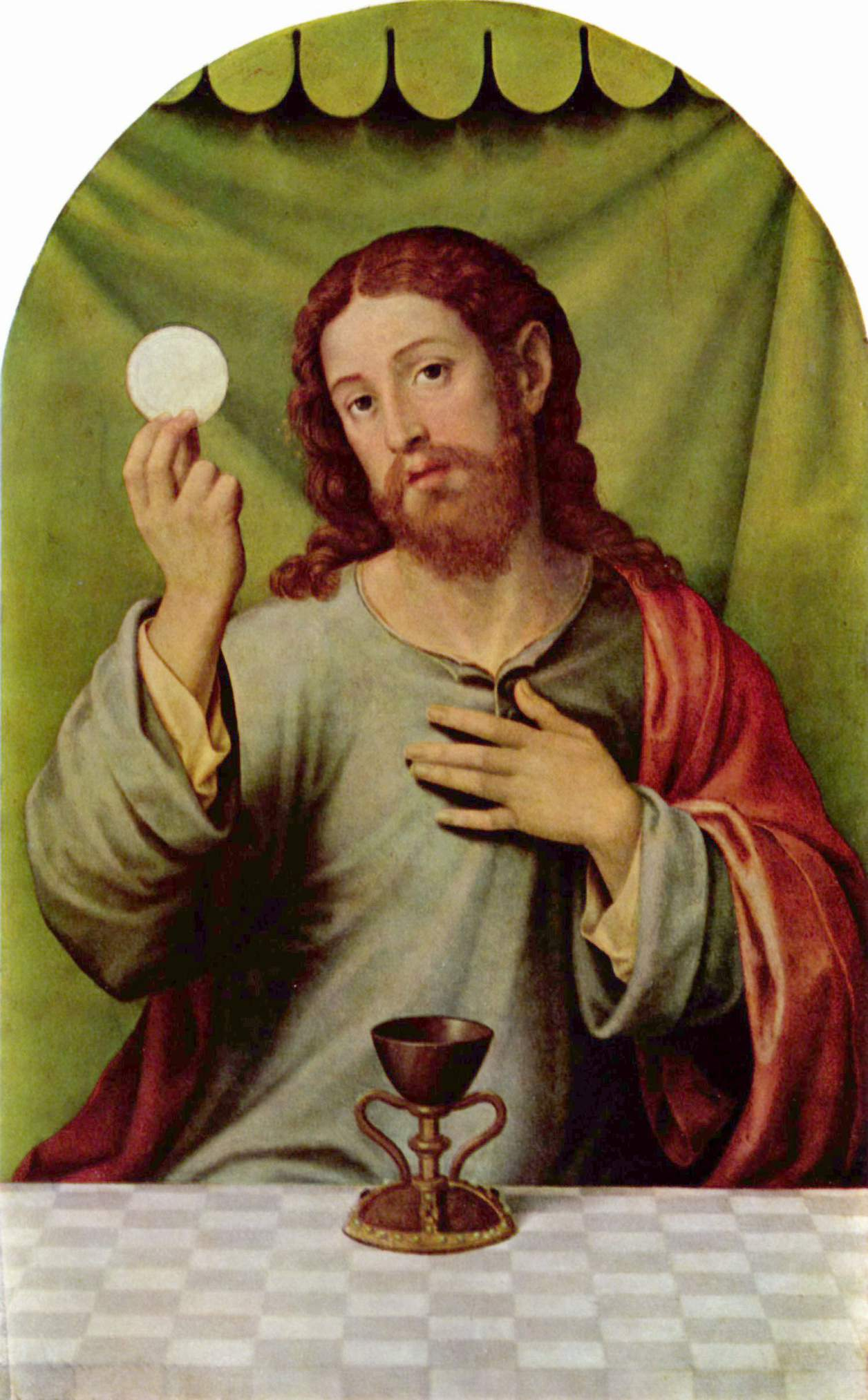
Một cái bánh Thánh và ly rượu nho là hai món ăn quan trọng của buổi tiệc Thánh

Bánh còn có ý nghĩa sau khi làm phép thì những mẩu bánh biến thành thịt thật sự của Chúa, nghĩa là bánh bột thường đã trở thành "bánh Thánh", Jesus đã từng phát biểu: "Bánh Ta sẽ ban, chính là Thịt Ta, để cho thế gian được sống" (Ga 6,51) và họ tin rằng: Ngài là Bánh để ai đến với Ngài sẽ được no thỏa và dư tràn, Jesus cũng từng có nhận định "Ta là bánh hằng sống, ai đến cùng Ta không khi nào đói, ai tin kính Ta không bao giờ khát." (Jn 6:35). Theo Công giáo, giống như cái bánh cần thiết cho thân xác thể nào thì bánh Thánh cũng cần thiết cho linh hồn như vậy. Thân xác cần phải có bánh mới sống, linh hồn cần phải có Thánh Thể mới đủ sức đi về quê trời.
Theo Sách Lễ Rôma, sau khi bẻ miếng bánh đã truyền phép, linh mục bẻ một miếng nhỏ vào trong Chén Thánh và đọc thầm một câu khấn Việc này nói lên việc hợp nhất Mình Thánh và Máu Thánh của Chúa trong công cuộc Cứu Chuộc, nghĩa là, Thân Thể vinh quang và sống động của Chúa Giêsu. Theo những truyền thống xa xưa, việc hợp nhất Mình và Máu Thánh Chúa nói lên tình trạng Phục Sinh của Chúa Giêsu Kitô mà chúng ta cử hành cách bí tích trong Thánh Lễ. Tách Máu ra khỏi thân thể nói lên tính cách "chết", hợp nhất hai yếu tố đó lại nói lên sự Sống Lại của Chúa Cứu Thế.